# Référendum de 2001 au Nouveau-Brunswick
Le référendum sur les systèmes de loterie vidéo est un référendum organisé le 14 mai 2001 dans les 103 municipalités du Nouveau-Brunswick, en même temps que les élections municipales.

## Résultats
La question figurant sur le bulletin de vote était: « La province du Nouveau-Brunswick devrait-elle continuer à permettre l'usage légal et réglementé d'appareils de pari vidéo (connus sous le nom de loterie vidéo)? »
44 % des électeurs inscrits ont voté lors du référendum, soit 229 814 électeurs. Le OUI l'a emporté par une légère majorité.
| Non : 107 753 (46,89 %) |  |  | Oui : 122 061 (53,11 %) |
| ▲                       |  |  |                         |